# KAMAZ-6580
KАМАZ-6580 — флагманская линейка крупнотоннажных грузовых автомобилей Камского автозавода, призванная дополнить линейку КАМАЗ-6520. Машины серии 6580 предназначены для работы на строительстве крупных промышленных или инфраструктурных объектов, где грузовики передвигаются по специально построенным временным дорогам. Одной из ключевых особенностей серии являются высокие осевые нагрузки (по 16 тонн на задние оси в полном грузе), что исключает их использование на дорогах общего пользования с нормативной нагрузкой 6 тонн на ось и существенно ограничивает использование на дорогах общего пользования с нормативной нагрузкой 10 тонн на ось. Грузовики серии 6580 получили 2 маркировки: первая традиционная, вторая — европейская. В этом индексе первые две цифры — обозначение полной массы в тоннах, следующая числовая пара — «лошадиные силы» без последнего нуля. В 2024 году семейство самосвалов было снято с производства.

## Модификации
По состоянию на декабрь 2017 года линейка включает в себя следующие основные модификации:

- KAMAZ-6580 — Базовая модель. Строительный самосвал полной массой 41 т, с колесной формулой 6х4/2 и двигателем Mercedes-Benz OM 457LA.V/3 в варианте 400 л. с.
- KAMAZ-65801 — Строительный самосвал полной массой 50 т, с колесной формулой 8х4/4, с двигателем Mercedes-Benz OM 457LA.V/4 в варианте 428 л. с.
- KAMAZ-65802 — Строительный самосвал полной массой 41 т, с колесной формулой 6х6/2, с двигателем Mercedes-Benz OM 457LA.V/4 в варианте 400 л. с.
- KAMAZ-65806 — Седельный тягач, позволяющий буксировать автопоезд полной массой 74 т, с двигателем Mercedes-Benz ОМ 457LA.V/4 в варианте 428 л. с.
- KAMAZ-6580-3051-68 — Шасси для спецнадстроек полной массой 41 т оснащено двигателем Mercedes-Benz OM 457LA.V/4 в варианте 428 л. с.

Сегодня кроме адаптации двигателя Mercedes-Benz ОМ457 для всех моделей семейства 6580 доступны варианты оснащения двигателями:
КАМАЗ-740.50 — V-образный 8-цилиндровый, объем 11,76 л, мощность 400…450 л. с.
КАМАЗ-910.10 — Рядный 6-цилиндровый, объем 11,94 л, мощность 450 л. с., созданный совместно с компанией Liebherr-International AG на базе мотора D946.
| Модель             | Описание                              | Колесная формула | Полная масса, кг | Полная масса, кг | Полная масса, кг | Снаряженная масса, кг | Снаряженная масса, кг | Снаряженная масса, кг | Нагрузка, кг | Масса прицепа, кг | Полная масса автопоезда, кг |
| Модель             | Описание                              | Колесная формула | Всего            | Передняя ось     | Задняя тележка   | Всего                 | Передняя ось          | Задняя тележка        | Нагрузка, кг | Масса прицепа, кг | Полная масса автопоезда, кг |
| ------------------ | ------------------------------------- | ---------------- | ---------------- | ---------------- | ---------------- | --------------------- | --------------------- | --------------------- | ------------ | ----------------- | --------------------------- |
| KAMAZ-6580         | Базовая модель. Строительный самосвал | 6х4.2/2          | 41000            | 9000             | 32000            | 15250                 | 6470                  | 8780                  | 25750        |                   |                             |
| KAMAZ-65801        | Строительный самосвал                 | 8х4.2/4          | 50000            | 18000            | 32000            | 17000                 | 9000                  | 8000                  | 33000        |                   |                             |
| KAMAZ-65802        | Строительный самосвал                 | 6х6.2/2          | 41000            | 9000             | 32000            | 16200                 | 6750                  | 9450                  | 24800        |                   |                             |
| KAMAZ-65806        | Седельный тягач                       | 6х4.2/2          | 33500            | 7500             | 26000            | 10200                 | 5350                  | 4850                  | 23225        | 64000             | 74275                       |
| KAMAZ-6580-3051-68 | Шасси для спецнадстроек               | 6х4.2/2          | 41000            | 9000             | 32000            | 11400                 | 5300                  | 6100                  | 29600        |                   |                             |

## Особенности конструкции
Первые варианты машин, представленные в 2016 году были оснащены U-образными кузовами производства НЕФАЗа, объемом 20 м³ у самосвалов 6580 и 65802 и 25 м³ у 65801. Это превышало возможности машин по грузоподъемности при перевозке грузов с высоким удельным весом (например, песок), а учитывая традиционную для России загрузку самосвалов «с горкой» — превышало значительно. Однако после получения замечаний и предложений от пользователей компания сменила и объем кузова, и его производителя — в 2017 году серийные машины выпускаются с прямоугольными кузовами компании «Бецема» (Московская область, г. Красногорск) объемом 16 м³ (БЦМ-290) для KAMAZ-6580, 15 м³ (БЦМ-290.2) для KAMAZ-65802 и 20 м³ (БЦМ-291) для KAMAZ-65801.

Кабина производится самим КАМАЗом, и является лицензионной копией кабины Mercedes-Benz Axor. Коробка передач закупается у ZF, раздаточных коробок две на выбор — собственная КАМАЗовская или производства Steyr. Оси и мосты — китайские Hande, упрочненные рессоры — Чусовского завода. Межосевые и межколесные блокировки включены в базовую комплектацию. Вместо стандартных для предыдущих грузовиков КАМАЗа бескамерных шоссейных шин R22.5 устанавливаются камерные радиальные шины R24, это подчеркивает «карьерную» специализацию серии.